# Sphyrotarsus caucasicus
Sphyrotarsus caucasicus är en tvåvingeart som beskrevs av Negrobov 1965. Sphyrotarsus caucasicus ingår i släktet Sphyrotarsus och familjen styltflugor. Inga underarter finns listade i Catalogue of Life.